# Tibor Lőrincz
Tibor Lőrincz (* 30. August 1938 Budapest, Königreich Ungarn) ist ehemaliger ungarischer Fußballspieler.

## Karriere

### Beginn in Ungarn
Lőrincz, der seinen Vater 1945 durch den letzten Bombenangriff auf Budapest und seine Mutter drei Jahre später verlor, wuchs ab dem 10. Lebensjahr als Waisenkind auf. Der Fußballverein Csepel MTE nahm sich seiner an, bei dem Lőrincz es dank seines Talentes und der Liebe zum Fußball gelang, bereits mit 15 Jahren in der Nemzeti Bajnokság, der höchsten Spielklasse in Ungarns zu spielen. 1955 reifte er zudem zum Juniorennationalspieler, der mit der Auswahlmannschaft – mit einer Spezialbewilligung vom ungarischen Verband ausgestattet – die Möglichkeit nutzte ins westeuropäische Ausland auf Spielreisen zu gehen. In den Spielzeiten 1956 und 1957 betreute er Budapesti Vasas bzw. – nach der Namensänderung 1957 – Vasas SC, den er nach einer einfachen Spielrunde zur Meisterschaft führte.

### Fortsetzung in Deutschland
Die Begegnung mit einem Frankfurter Manager 1956 hatte weitreichende Folgen: Lőrincz wurde zur Saison 1957/58 vom Oberligisten Eintracht Frankfurt verpflichtet, für den er drei Oberligaspiele bestritt und ein Tor erzielte. Sein Debüt in der seinerzeit höchsten deutschen Spielklasse gab er am 19. Januar 1958 (21. Spieltag) beim 2:0-Sieg im Heimspiel gegen den FSV Frankfurt. In seinem zweiten Einsatz, am 26. Januar 1958 (22. Spieltag), beim 3:2-Sieg im Heimspiel gegen Kickers Offenbach, erzielte er mit dem Treffer zum 2:0 in der 24. Minute sein einziges Oberligator. Eine Woche später, am 2. Februar 1958 (23. Spieltag), spielte er beim torlosen Remis im Auswärtsspiel gegen die Stuttgarter Kickers letztmals für die Frankfurter Eintracht.
Die Saison 1958/59 bestritt er für den Altona 93 in der Oberliga Nord. Mit drei Toren in 14 von 30 Punktspielen trug er zum achten Tabellenplatz bei. Zur Saison 1959/60 verpflichtete ihn der FC Bayern München, für den er in der Oberliga Süd allerdings nicht zum Einsatz kam.

### … und in den Niederlanden
In den Niederlanden konnte er anschließend Fuß fassen: Für Alkmaar ’54, der zur Saison 1960/61 in die Eredivisie, der höchsten Spielklasse, aufgestiegen war, absolvierte er 30 Erstligaspiele und erzielte neun Tore. Durch den Abstieg bestritt er die folgenden beiden Spielzeiten bis Saisonende 1962/63 jedoch in der zweitklassigen Eerste Divisie, in der er 31 Tore in 59 Ligaspielen erzielte. Für den AGOVV Apeldoorn, dem Amateurverein aus Apeldoorn aus der Provinz Gelderland, war er anschließend von 1963 bis 1965 aktiv. Mit insgesamt 85 Ligatoren in fünf Spielzeiten in drei Spielklassen gehört er zu den erfolgreichsten Torschützen im niederländischen Fußball.

### Abschluss in der Schweiz / Liechtenstein
Von 1965/66 bis 1966/67 war er für den Schweizer B-Nationalligisten FC St. Gallen aktiv, für den er bereits in der ersten Saison mit 17 Toren auf sich aufmerksam machte. Danach war er für den Stadtrivalen SC Brühl St. Gallen tätig – bis Saisonende 1968/69. Er gehörte damit zu den wenigen, die für beide Teams das Stadtderby bestritten. Im ersten gelang ihm für den FC St. Gallen auf dem Krontal der Ausgleich zum 3:3-Unentschieden, zwei Jahre später im Espenmoos für den SC Brühl St. Gallen das erste Tor beim 4:4-Unentschieden.
Seine Fußballerkarriere ließ er in Liechtenstein beim FC Vaduz 1971, nach zwei Spielzeiten, als Spielertrainer ausklingen.